# Даніель Губер
Даніель Губер (нім. Daniel Huber) — австрійський стрибун з трампліна, призер чемпіонатів світу та Універсіади. 
Губер входив до складу австрійських команд, що здобули срібні медалі у стрибках з великого трампліна на чемпіонатах світу 2019 та 2021 років. 

## Олімпійські ігри
| Рік  | Місто        | НТ | ВТ | КВТ | ЗК |
| ---- | ------------ | -- | -- | --- | -- |
| 2022 | Пекін, Китай | 13 | 20 | 1   | —  |